# Karina Alanís
Karina Alanís (Monterrey, 9 de diciembre de 1993) es una deportista mexicana que compite en piragüismo en la modalidad de aguas tranquilas.
Ganó dos medallas el Campeonato Mundial de Piragüismo, en los años 2019 y 2022, y seis medallas en los Juegos Panamericanos entre los años 2011 y 2023.Integró la delegación mexicana en los Juegos Olímpicos de París 2024.

## Palmarés internacional
| Campeonato Mundial   | Campeonato Mundial   | Campeonato Mundial | Campeonato Mundial |
| Año                  | Lugar                | Medalla            | Competición        |
| -------------------- | -------------------- | ------------------ | ------------------ |
| 2019                 | Szeged (Hungría)     | Medalla de bronce  | K2 1000 m          |
| 2022                 | Halifax (Canadá)     | Medalla de bronce  | K4 500 m           |
| Juegos Panamericanos |                      |                    |                    |
| Año                  | Lugar                | Medalla            | Competición        |
| 2011                 | Guadalajara (México) | Medalla de plata   | K4 500 m           |
| 2015                 | Toronto (Canadá)     | Medalla de bronce  | K2 500 m           |
| 2019                 | Lima (Perú)          | Medalla de plata   | K4 500 m           |
| 2019                 | Lima (Perú)          | Medalla de bronce  | K2 500 m           |
| 2023                 | Santiago (Chile)     | Medalla de oro     | K2 500 m           |
| 2023                 | Santiago (Chile)     | Medalla de oro     | K4 500 m           |